# Wildersekade
De Wildersekade is gelegen in het noorden van de gemeente Rotterdam vlak bij de grens met de gemeente Lansingerland. Het is een oude veenkade die is ontstaan bij de aanleg van de polders Schiebroek, Berg en Broek en Honderdtien Morgen. De kade wordt doorsneden door de Doenkade, (N209) en de HSL-spoorweg.
De Wildersekade is al ingetekend op kaarten die kort na het jaar 1600 gemaakt zijn. De naam komt waarschijnlijk van wildert, een oud woord voor wildernis waarmee de woeste gronden kunnen worden getypeerd die voor de vervening ter plaatse aanwezig waren. In de buurt, ten zuiden van het dorp Berkel, liep in vroeger tijd een veenstroompje dat Wildert heette.
Ajaxstraat ·
Bergse Dorpsstraat ·
Bergweg ·
Grindweg ·
Kleiweg ·
Molenlaan ·
Ringdijk ·
Straatweg ·
Wildersekade